# کریستی یاماگوچی
کریستین تسویا یاماگوچی (متولد ۱۲ ژوئیه ۱۹۷۱) یک اسکیت باز سابق آمریکایی است. در مسابقات انفرادی بانوان، یاماگوچی قهرمان المپیک ۱۹۹۲، دو بار قهرمان جهان (۱۹۹۱ و ۱۹۹۲) و قهرمان ۱۹۹۲ ایالات متحده است. در سال ۱۹۹۲، او اولین زن آسیایی-آمریکایی بود که در مسابقات المپیک زمستانی موفق به کسب مدال طلا شد. او به عنوان اسکیت باز دو نفره با رودی گالیندو، قهرمان نوجوانان جهان در سال ۱۹۸۸ و دو بار قهرمان کشور (۱۹۸۹ و ۱۹۹۰) است. در دسامبر ۲۰۰۵، او وارد تالار مشاهیر المپیک ایالات متحده شد. در سال ۲۰۰۸، یاماگوچی در ششمین فصل رقص با ستاره‌ها قهرمان مشهور شد.

## اوایل زندگی
یاماگوچی در ۱۲ ژوئیه ۱۹۷۱ در هایوارد، کالیفرنیا در جیم یاماگوچی، دندانپزشک و کارول (نی دوئی)، منشی پزشکی متولد شد. یاماگوچی سانسی (نسل سوم از مهاجران ژاپنی) است. پدربزرگ و مادربزرگ پدری و پدربزرگ و مادربزرگ مادری او از ژاپن به ایالات متحده مهاجرت کرده و از استان واکایاما و استان ساگا سرچشمه می‌گیرند. پدربزرگ و مادربزرگ یاماگوچی در طول جنگ جهانی دوم به اردوگاه اعزام شدند، جایی که مادرش متولد شد. پدربزرگ مادری اش، جورج A. Doi، در ارتش ایالات متحده بود و در طول جنگ جهانی دوم در آلمان و فرانسه در زمان بازداشت خانواده اش در اردوگاه کوهستان قلب و آماچه جنگید. تحقیقات انجام شده در سال ۲۰۱۰ توسط پروفسور هاروارد، هنری لوئیس گیتس، جونیور، برای سریال PBS Faces of America، نشان داد که میراث یاماگوچی را می‌توان در استانهای واکایاما و ساگا در ژاپن جستجو کرد و پدربزرگ پدری او، تاتسویچی یاماگوچی، در سال ۱۸۹۹ به هاوایی مهاجرت کرد.
یاماگوچی و خواهران و برادرانش، برت و لوری، در Fremont، کالیفرنیا بزرگ شدند. به منظور تطبیق برنامه آموزشی، یاماگوچی در دو سال اول دبیرستان در خانه آموزش دید، اما در دبیرستان مأموریت سن خوزه در مقاطع کم سن و سال بالاتر تحصیل کرد، جایی که فارغ‌التحصیل شد.

## حرفه اسکیت
یاماگوچی اسکیت بازی کرد و از دوران کودکی به عنوان درمان فیزیوتراپی برای پای چماق خود اسکیت سواری و شرکت در کلاسهای باله را شروع کرد.

## شغل زوج
او با رودی گالیندو عنوان قهرمانی نوجوانان را در مسابقات قهرمانی ایالات متحده در سال ۱۹۸۶ به دست آورد. دو سال بعد، یاماگوچی در مسابقات قهرمانی نوجوانان جهان در سال ۱۹۸۸ قهرمان مسابقات انفرادی شد و با گالیندو عنوان دو نفره را کسب کرد. گالیندو در مسابقات قهرمانی نوجوانان جهان در ۱۹۸۷ در مسابقات انفرادی قهرمان شده بود. در سال ۱۹۸۹ یاماگوچی و گالیندو عنوان قهرمانی جفت بزرگسالان را در مسابقات قهرمانی ایالات متحده کسب کردند. آنها در سال ۱۹۹۰ دوباره این عنوان را به دست آوردند.
یاماگوچی و گالیندو به عنوان یک تیم دوتایی از این نظر غیرمعمول بودند که هر دو اسکیت باز مجری بودند، که به آنها اجازه می‌داد به‌طور مداوم عناصر دشواری مانند پرش‌های سه‌گانه در کنار هم را انجام دهند، که هنوز هم از پرش‌های کنار هم که توسط بازیکنان برتر بین‌المللی انجام می‌شود دشوارتر است. تیم‌های زوج آنها همچنین در جهت مخالف، یاماگوچی در خلاف جهت عقربه‌های ساعت و گالیندو در جهت عقربه‌های ساعت می‌پریدند و می‌چرخیدند که ظاهری غیرمعمول بر روی یخ‌ها می‌بخشید. در سال ۱۹۹۰، یاماگوچی تصمیم گرفت تنها بر روی افراد مجرد تمرکز کند. گالیندو همچنین در حرفه مجردی موفق بود و در سال ۱۹۹۶ قهرمان ایالات متحده و مدال برنز جهان در سال ۱۹۹۶ شد.

## حرفه مجردها
یاماگوچی اولین مدال طلای بزرگ بین‌المللی خود را در اسکیت بازی در بازیهای حسن نیت در سال ۱۹۹۰ به دست آورد.
در سال ۱۹۹۱، یاماگوچی به ادمونتون، آلبرتا رفت تا با مربی کریستی نس تمرین کند. در آنجا، او دوره‌های روان‌شناسی را در دانشگاه آلبرتا گذراند. [۱۳] در همان سال یاماگوچی پس از تونیا هاردینگ در مسابقات قهرمانی ایالات متحده، سومین مدال نقره پیاپی اش در مسابقات ملی بود. ماه بعد در مونیخ آلمان، یاماگوچی قهرمان مسابقات جهانی ۱۹۹۱ شد. در آن سال، تیم بانوان آمریکا، متشکل از یاماگوچی، هاردینگ و نانسی کریگان، تنها تیم ملی بانوان بود که اعضای آن سکوهای مسابقات جهانی را تا مسابقات قهرمانی اسکیت ۲۰۲۱ جهان بردند، زمانی که آنا شربباکووا، الیزاوتا توکتامیشاوا و الکساندرا تروسوا موفق شدند جام جهانی را بردارند. تریبون نماینده FSR در سال ۱۹۹۲، یاماگوچی اولین عنوان خود را در ایالات متحده به دست آورد و در المپیک زمستانی ۱۹۹۲ در آلبرتویل، فرانسه، صعود کرد. کریگان و هاردینگ دوباره به او در تیم ایالات متحده پیوستند. در حالی که رقبای هاردینگ و میدوری ایتو ژاپنی دائماً در حال پرش سه‌گانه دشوار اکسل بودند، یاماگوچی در عوض بر روی هنرمندی خود و ترکیبهای سه‌گانه خود به امید تبدیل شدن به یک اسکیت باز قوی تر تمرکز کرد. هر دو هاردینگ و ایتو در المپیک روی اکسل سه‌گانه خود سقوط کردند (اگرچه ایتو بعداً در برنامه طولانی خود پس از غیبت برای اولین بار موفق به پرش شد)، و به یاماگوچی اجازه داد با وجود اشتباهات در برنامه رایگان خود، از جمله قرار دادن دست، طلا را بدست آورد. به یخ در یک حلقه سه‌گانه و یک سالچو دوگانه به جای سه‌گانه برنامه‌ریزی شده. او بعداً طرز فکر خود را در طول برنامه طولانی توضیح داد: «شما فقط بهترین کار خود را می‌کنید و بقیه را فراموش می‌کنید.» یاماگوچی در همان سال با موفقیت از عنوان قهرمانی خود در جهان دفاع کرد.

## شغل حرفه ای
یاماگوچی پس از فصل رقابتی ۱۹۹۱–۱۹۹۲ حرفه ای شد. او سالها با Stars on Ice گردش کرد و همچنین در مسابقه حرفه ای شرکت کرد.
در سال ۱۹۹۶، یاماگوچی بنیاد همیشه رؤیایی را برای کودکان تأسیس کرد. هدف این بنیاد تأمین بودجه برای برنامه‌های بعد از مدرسه، رایانه‌ها، لباس‌های مدرسه برای کودکان محروم و اردوهای تابستانی برای کودکان معلول است. او در سال ۲۰۰۹ در مورد الهام خود از این پروژه توضیح داد: "من از بنیاد Make-A-Wish الهام گرفتم تا بتوانم تغییرات مثبتی در زندگی کودکان ایجاد کنم. ما به سازمان‌های مختلف کودکان کمک کرده‌ایم، که بسیار مفید است. آخرین پروژه ما یک زمین بازی طراحی شده‌است به طوری که بچه‌ها با تمام توانایی‌ها می‌توانند در کنار هم بازی کنند. تمرکز ما در حال حاضر این است. "
در حال حاضر بنیاد همیشه رؤیای او بر سواد اولیه کودکی با بیانیه ای از «توانمندسازی کودکان برای رسیدن به رویاهای خود از طریق آموزش و الهام» متمرکز است. ADF با «بالا بردن خواننده» همکاری کرده‌است تا یک برنامه خواندن را در مدارس سراسر کالیفرنیا و در نهایت در سراسر کشور راه اندازی کند. این بنیاد همچنین یک برنامه هنری زبان «قدم به درخشندگی» را به مهد کودک و کلاس اول ارائه می‌دهد. هر دو برنامه فناوری نوآورانه را در کلاسهای درس ادغام می‌کنند.
یاماگوچی نویسنده کتابهای همیشه رؤیایی، طلای خالص و اسکیت بازی برای آدمک‌ها است. در سال ۲۰۱۱، او یک کتاب کودک برنده جایزه، رؤیای بزرگ، خوک کوچک ، منتشر کرد که در لیست پرفروش‌های نیویورک تایمز شماره ۲ بود و جایزه کتاب کودکان گلت برگس را دریافت کرد. بخشی از عواید به بنیاد همیشه رؤیایی برای حمایت از برنامه‌های سوادآموزی دوران کودکی اختصاص یافت. دنباله ای، این یک خوک کوچک بزرگ جهانی است، قرار بود در ۶ مارس ۲۰۱۲ منتشر شود.
یاماگوچی در سال ۱۹۹۳ یک فیلم تناسب اندام با کشمش کالیفرنیا با عنوان "Hip to be Fit: The California Raisins and Kristi Yamaguchi" تهیه کرد. او در فیلم Everybody Loves Raymond و در فیلم D2: The Mighty Ducks , Frosted Pink، و فیلم اصلی Disney Channel Go Figure ظاهر شده‌است. یاماگوچی همچنین در تعداد زیادی از اسکیت‌های تلویزیونی، از جمله ویژه دیزنی علاءالدین روی یخ، که در آن نقش پرنسس یاسمین را بازی می‌کرد، اجرا کرده‌است.
در سال ۲۰۰۶، یاماگوچی میزبان مجموعه تلویزیونی WE Skating's Next Star بود که توسط اسکیت فیگور Major League ایجاد و تولید شد. یاماگوچی مفسر محلی در مورد اسکیت بازی ایستگاه تلویزیونی سان خوزه KNTV (NBC 11) در طول بازیهای المپیک زمستانی ۲۰۰۶ بود.
در ۲۰ مه ۲۰۰۸، یاماگوچی قهرمان فصل ششم برنامه واقعیت ABC رقص با ستاره‌ها شد، که در آن با مارک بالاس زوج شد و زوج فینالیست Jason Taylor و Edyta Śliwińska را شکست داد. یاماگوچی در فینال فصل شانزدهم ظاهر شد و در کنار دوروتی همیل رقصید.
یاماگوچی جایزه الهام را در جوایز تعالی آسیایی ۲۰۰۸ دریافت کرد. او دو روز پس از قهرمانی در رقص با ستارگان، جایزه سونیا هنی ۲۰۰۸ را از انجمن اسکیت بازان حرفه ای دریافت کرد. از جمله جوایز دیگر او می‌توان به جایزه تورمن مونسون، جایزه بنیاد ورزش زنان Flo Hyman، جایزه بشردوستانه هایسمن، و جایزه افسانه‌های بزرگ ورزشی اشاره کرد. او همچنین عضو تالار مشاهیر المپیک کمیته المپیک ایالات متحده، تالار مشاهیر اسکیت جهانی و تالار مشاهیر اسکیت بازی آمریکا است.
در سال ۲۰۱۰، یاماگوچی به عنوان تحلیلگر پخش اسکیت المپیک NBC روزانه در شبکه ورزش جهانی NBC کار می‌کرد. در طول بازی‌های المپیک زمستانی ۲۰۱۰، کریستی همچنین خبرنگار ویژه ای برای نمایش امروز بود.
در اوایل سال ۲۰۱۲، یاماگوچی خط فعال پوشیدن یک زن را با تمرکز بر عملکرد، راحتی و سبک ایجاد کرد تا زنان را در ظاهر خوب و احساس خوب تقویت کند. نام تجاری سبک زندگی توسط کریستی یاماگوچی Tsu.ya نامیده می‌شود. Tsu.ya بخشی از درآمد خود را برای حمایت از سواد دوران کودکی از طریق بنیاد همیشه رؤیایی یاماگوچی اهدا می‌کند.
در نوامبر ۲۰۱۷، یاماگوچی در بیست و پنجمین فصل رقص با ستارگان در هفته هشتم بازگشت، تا در سه‌گانه جاز به همراه لیندسی استرلینگ و شریک حرفه ای اش مارک بالاس شرکت کند.

## زندگی شخصی
در ۸ ژوئیه ۲۰۰۰، او با برت هدیکان، بازیکن حرفه ای هاکی که در بازی‌های المپیک زمستانی ۱۹۹۲ هنگام بازی در تیم ایالات متحده آمریکا ملاقات کرد، ازدواج کرد. پس از عروسی، یاماگوچی و هدیکان در رالی، کارولینای شمالی اقامت کردند، جایی که هدیکان برای تیم Carol Hurricanes NHL بازی کرد و تنها قهرمانی خود در جام استنلی را در سال ۲۰۰۶ کسب کرد. او یک سال با اردک‌های آناهیم بازی کرد و آنها اکنون در آلامو، کالیفرنیا زندگی می‌کنند در کالیفرنیای شمالی به همراه دو دخترشان، Keara Kiyomi (متولد ۲۰۰۳) و اما Yoshiko (متولد ۲۰۰۵). در سال ۲۰۱۱، او کتابی به نام رؤیای بزرگ، خوک کوچک، با تصویرگر تیم باورز نوشت. او یک خانه تابستانی در دریاچه گول در شمال مینه سوتا دارد.